# 绍克斯莱贝纳尔
绍克斯莱贝纳尔（法語：Choqueuse-les-Bénards，法語發音：[ʃɔkøz le benaʁ]）是法国瓦兹省的一个市镇，位于该省西北部，属于博韦区。

## 地理
绍克斯莱贝纳尔（49°39'8"N, 2°4'55"E）面积4.16 平方千米，位于法国上法蘭西大區瓦兹省，该省份为法国北部内陆省份，北起索姆省，西接厄尔省和滨海塞纳省，南至塞纳-马恩省和瓦兹河谷省，东临埃纳省。
与绍克斯莱贝纳尔接壤的市镇（或旧市镇、城区）包括：卡特、孔特维尔、埃托梅尼勒、勒梅尼勒孔特维尔。

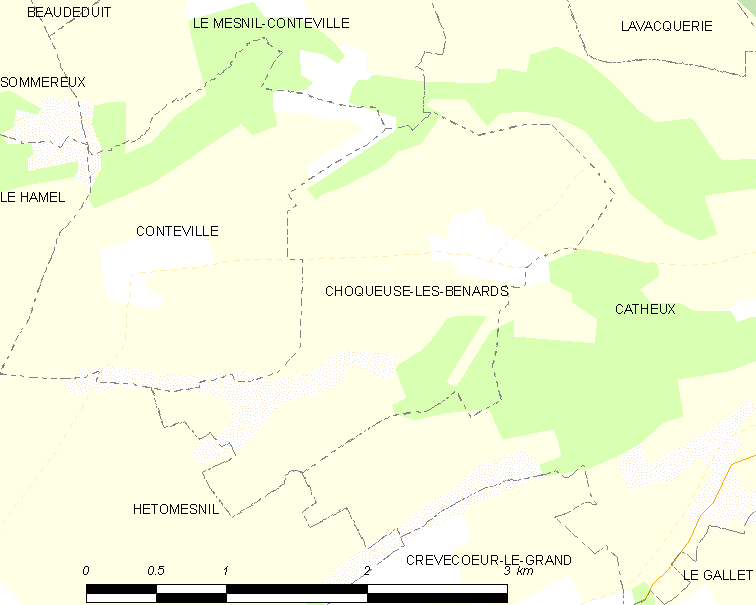
绍克斯莱贝纳尔的OSM定位图

绍克斯莱贝纳尔的时区为UTC+01:00、UTC+02:00（夏令时）。

## 行政
绍克斯莱贝纳尔的邮政编码为60360，INSEE市镇编码为60153。

## 政治
绍克斯莱贝纳尔所属的省级选区为圣瑞斯特昂绍塞县。

## 人口

1962-2008年间绍克斯莱贝纳尔人口变化图示

绍克斯莱贝纳尔于2022年1月1日时的人口数量为99人。